# Африка (крейсер)
Африка — парусно-паровой крейсер русского императорского флота. Первоначально американский грузопассажирский пароход «Саратога» (Saratoga)

## История службы
В мае 1877 года спущен на воду. Работал на линии Нью-Йорк — Гавана.
В мае 1878 года приобретен русским правительством за 335 тысяч долларов. Переоборудован на верфи Крампа. 29 декабря 1878 года вышел в Европу.
Летом 1879 года прибыл в Кронштадт для установки артиллерии.
Зимой 1891—1892 годов прошел капитальный ремонт с установкой новых котлов. С 1 февраля 1892 года крейсер 2-го ранга.
В 1898 году помощник А. С. Попова П. Н. Рыбкин впервые практически применил беспроволочный телеграф, установив регулярную связь между крейсером «Африка» и транспортным судном «Европа»:260—264.
С марта 1906 года был учебным судном.
В октябре 1918 года сдан в порт на долговременное хранение.
В сентябре 1920 года передан Всеобучу. В декабре 1920 года зачислен в Морские силы Балтийского моря, где использовался в качестве транспорта, посыльного судна и плавучего артиллерийского склада.
В сентябре 1923 года продан в Германию на металлолом.

## Командиры крейсера
- хх.хх.1878 — хх.хх.1883 — капитан-лейтенант Алексеев, Евгений Иванович
- 26.11.1883 — 22.10.1885 — капитан-лейтенант (с 26.02.1885 капитан 2-го ранга) Дубасов, Фёдор Васильевич
- 28.10.1885 — хх.хх.хххх — капитан 2-го ранга (с 01.01.1887 капитан 1-го ранга) Федотов, Александр Васильевич
- 28.03.1893 — 06.12.1895 — капитан 2-го ранга Вирениус, Андрей Андреевич
- 06.12.1895 — хх.хх.1898 — капитан 2-го ранга Васильев, Владимир Фёдорович
- 06.12.1898 — 13.09.1900 — капитан 2-го ранга Дабич, Николай Дмитриевич
- 13.09.1900 — хх.хх.1901 — капитан 2-го ранга Князев, Михаил Валерианович
- хх.хх.1901 — хх.хх.1904 — капитан 2-го ранга Пороменский, Владимир Иванович
- хх.хх.1904 — хх.хх.1904 — командующий капитан 2-го ранга Иванов, Клавдий Петрович
- 25.10.1904 — хх.хх.1907 — капитан 2-го ранга Муравьёв, Пётр Петрович

## Известные люди, служившие на крейсере
- Абаза, Алексей Михайлович
- Бострем, Иван Фёдорович
- Измайлов, Николай Фёдорович
- Нидермиллер, Александр Георгиевич
- Покровский, Андрей Георгиевич
- Руднев, Всеволод Фёдорович
- Смирнов, Владимир Васильевич
- Скворцов, Дмитрий Васильевич
- Ферзен, Василий Николаевич
- Чагин, Иван Иванович

## Памятные места
- Мыс Африка на Камчатском полуострове был назван (в 1882 г.) в честь крейсера[2].